# Hendrik Frederik van der Elst
Hendrik Frederik van der Elst (Werkendam, 26 september 1823 - aldaar, 6 oktober 1859) was  een Nederlandse burgemeester.

## Leven en werk
Van der Elst werd in 1823 geboren als lid van de familie Van der Elst en zoon van de notaris Johan Wilhelm van der Elst (1795-1859) en Maria Catharina Buschkens (1798-1872). Zijn vader was behalve notaris ook - van 1822 tot 1851 - secretaris van de gemeente Werkendam. Hij volgde in 1851 zijn vader op als secretaris van de gemeente Werkendam. In 1858 werd hij tevens benoemd tot burgemeester van Werkendam. In het eerste jaar van zijn burgemeesterschap werd hij geconfronteerd met de uitbraak van de cholera, die ook Werkendam teisterde. Van der Elst beschouwde het als zijn taak om de door die ziekte getroffen gezinnen te bezoeken. Dit werd hem fataal. Hij overleed, ongehuwd, veertien maanden na zijn benoeming tot burgemeester aan de gevolgen van de cholera. Hij werd begraven op het Kerkhof bij het Laantje in Werkendam.